# سيرندورف
سيرندورف (بالألمانية: Sierndorf) هي بلدة في منطقة كورنوبورغ في ولاية النمسا السفلى.